# Tallträsket (Sorsele socken, Lappland, 728730-152912)
Tallträsket är en sjö i Sorsele kommun i Lappland och ingår i Umeälvens huvudavrinningsområde. Sjön har en area på 0,556 kvadratkilometer och ligger 489,2 meter över havet. Tallträsket ligger i Vindelfjällen Natura 2000-område. Sjön avvattnas av vattendraget Tjåterbäcken.

## Delavrinningsområde
Tallträsket ingår i det delavrinningsområde (728839-152839) som SMHI kallar för Utloppet av Tallträsket. Medelhöjden är 574 meter över havet och ytan är 5,19 kvadratkilometer. Räknas de 4 avrinningsområdena uppströms in blir den ackumulerade arean 93,34 kvadratkilometer. Tjåterbäcken som avvattnar avrinningsområdet har biflödesordning 3, vilket innebär att vattnet flödar genom totalt 3 vattendrag innan det når havet efter 338 kilometer. Avrinningsområdet består mestadels av skog (89 procent). Avrinningsområdet har 0,55 kvadratkilometer vattenytor vilket ger det en sjöprocent på 10,6 procent.